# Río de la Turba
El río de la Turba, de las Turbas o Menéndez es un curso natural de agua que nace en el extremo este del lago Deseado y fluye con dirección NE hasta desembocar en la ribera sur del río Grande. Es el río de mayor longitud que tributa al río principal.: 5 

## Trayecto
Durante su trayecto, el río de la Turba va engrosando su caudal con el aporte de muchos arroyos pequeños que no tienen nombre en los mapas. El principal de ellos baja de la sierra de Beauvoir y tiene un desarrollo de 28 km.: 5 

## Población, economía y ecología
Según el informe de la Dirección General de Aguas de Chile, en su cuenca inferior es conocido como "de la Turba o Menéndez". Esto se debe a que los pobladores del área cercana a la Estancia José Menéndez (por el empresario español José Menéndez Menéndez) lo denominaron en su curso inferior como río Menéndez.